# Сонтьє Гансен
Мішонне Юніффер Найгеліно «Сонтьє» Гансен (нід. Misjonne Juniffer Naigelino "Sontje" Hansen, нар. 18 травня 2002, Горн, Нідерланди) — нідерландський футболіст, нападник клубу «Неймеген».

## Ігрова кар'єра

### Клубна
Сонтьє Гансен є вихованцем клубної академії амстердамського «Аякса». Перший професійний контракт з клубом футболіст підписав у травні 2018 року терміном на три роки.
В грудні 2019 року Гансен дебютував у дорослому футболі в Еерстедивізі в складі «Йонг Аякс». І вже в першій грі відзначився забитим голом. 18 грудня Гансен провів першу гру в головній команді «Аякса» у кубковому матчі проти «Телстара». А 22 грудня нападник провів першу гру в чемпіонаті країни, коли вийшов на заміну у другому таймі в поєдинку проти АДО Ден Гаг.
Та гра стала єдиною для Сонтьє в першій команді «Аякса» в чемпіонаті. Травма коліна в першій половині сезоні 2021/22 надовго вибила футболіста з гри.
Перед початком сезону 2023/24 Гансен перейшов до клубу «Неймеген», з яким підписав п'ятирічний контракт. 13 серпня 2023 року у матчі чемпіонату проти «Ексельсіора» Гансен дебютував у складі нової команди.

### Збірна
В травні 2019 року у складі юнацької збірної Нідерландів (U-17) Сонтьє Гансен брав участь у переможному для його команди юнацькому чемпіонаті Європи в Ірландії. Восени того ж року на юнацькому чемпіонаті світу (U-17) Гансен став кращим бомбардиром турніру, забивши шість голів.
У вересні 2023 року Гансен дебютував у складі молодіжної збірної Нідерландів.

## Титули
Нідерланди (U-17)
 Чемпіон Європи: 2019
Індивідуальні
- Золота бутса чемпіонату світу (U-17): 2019